# Banksia serrata
A Banksia serrata a próteavirágúak (Proteales) rendjébe, ezen belül a próteafélék (Proteaceae) családjába tartozó faj.

## Előfordulása
A Banksia serrata előfordulási területe Ausztrália keleti partmente, Queenslandtól egészen Victoriáig. Kisebb állományai találhatók Tasmanián és a Flinders-szigeten is. A természetes élőhelyein kívül, rendszeresen ültetik a parkokban és kertekben.

## Megjelenése
Ez a növényfaj általában csomókban növő 15 méter magas fa. A szelesebb és szárazabb tájakon ennél jóval kisebb marad, körülbelül 1-3 méteres. A kérge ráncos és szürke színű. Levelei fényesen sötétzöldek, fűrészes szélűek, 8-20 centiméter hosszúak és 2-4 centiméter szélesek. A hatalmas virágzata számos sárga vagy szürkéssárga, tüskeszerű virágból tevődik össze.

## Életmódja
A homokos talajt kedveli. Az élőhelyén lévő bozótosok és alföldi erdők domináns növénye. A Banksia serrata nyáron virágzik; megporzását számos gerinctelen és gerinces végzi, köztük madarak is, legfőképp a mézevőfélék (Meliphagidae). Legfőbb kártevője a Phytophthora cinnamomi nevű peronoszpóra.

## Képek

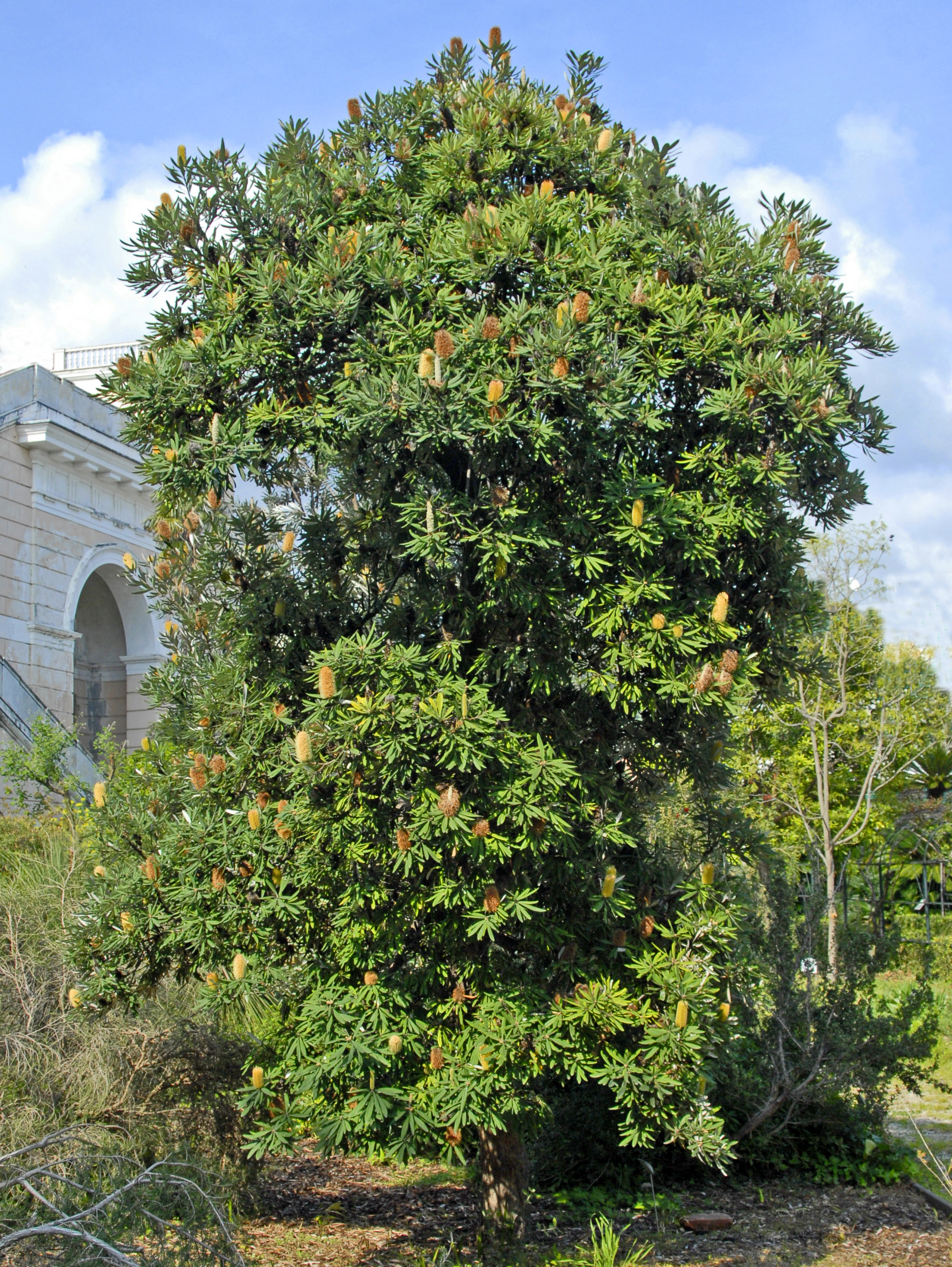
Faként
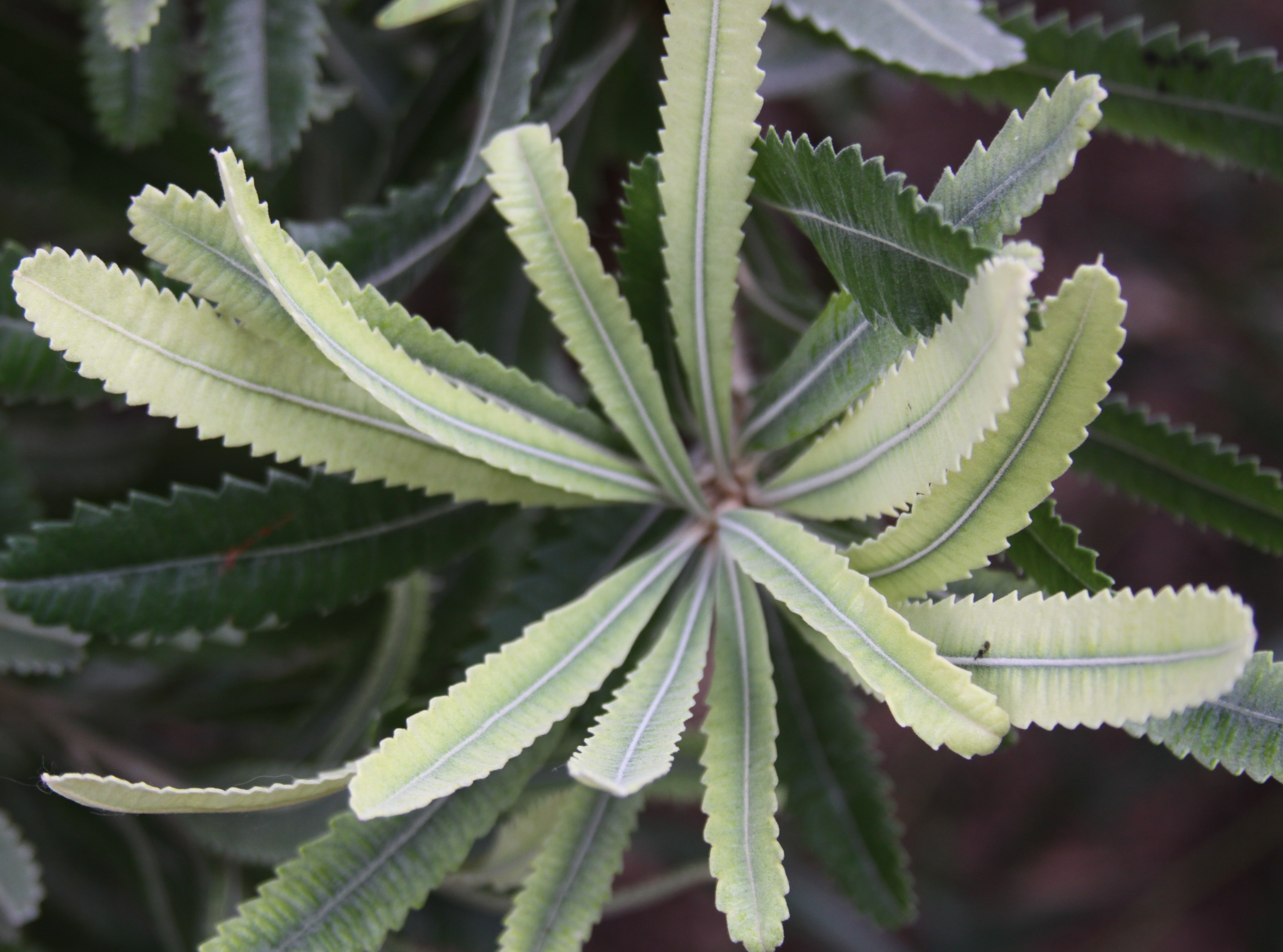
Levelei
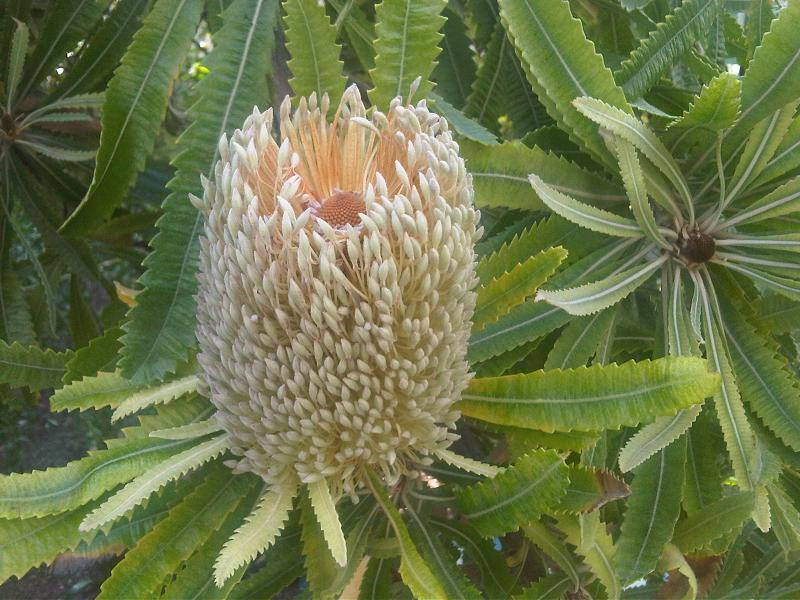
Virágzata
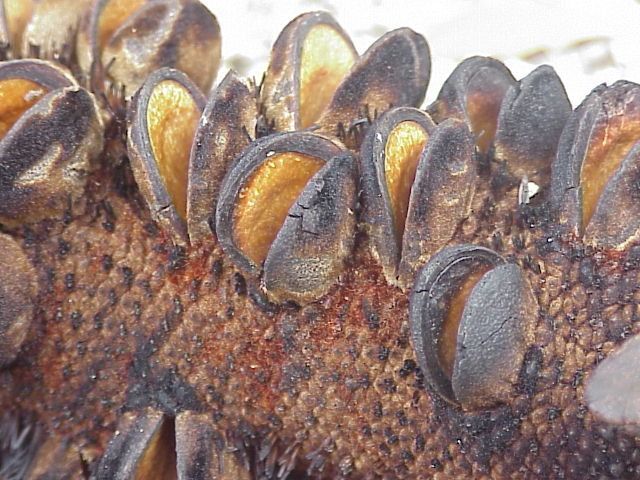
Termései

### Fordítás
- Ez a szócikk részben vagy egészben  a   Banksia serrata című angol Wikipédia-szócikk ezen változatának fordításán alapul.  Az eredeti cikk szerkesztőit annak laptörténete sorolja fel. Ez a jelzés csupán a megfogalmazás eredetét és a szerzői jogokat jelzi, nem szolgál a cikkben szereplő információk forrásmegjelöléseként.